# کرای‌تک
کرای تک (به انگلیسی: Crytek) نام شرکت نرم‌افزاری است که در سال ۱۹۹۹ توسط برادران سیوات که ملیتی ترکی آلمانی داشتند در کشور آلمان بنیان گذاشته شد.
کرایتک در سال ۱۹۹۹، توسط برادران یرلی در شهر کوبرگ آلمان و به شکل یک «دات‌کام کمپانی» یا همان کمپانی مجازی تأسیس شد. سه برادر ترک‌تبار، پس از پایان تحصیلات خود تصمیم به شروع یک استارت‌آپ جدید گرفتند و برای این کار، وب‌سایت Crytek.com را راه‌اندازی کردند.(منبع: زومجی)
این شرکت به خاطر عرضه سری بازی فار کرای و سری بازی‌های کرایسیس و سری موتور بازی سازی کرای اینجین شهرت دارد.